# Блант (округ, Теннесси)
Округ Блант (англ. Blount County) располагается в штате Теннесси, США. Официально образован в 1795 году. По состоянию на 2010 год, численность населения составляла 123 010 человек.

## География
По данным Бюро переписи США, общая площадь округа равняется 1468,531 км2, из которых 1447,811 км2 — суша, и 8,000 км2, или 1,430 % — это водоёмы.

## Население
По данным переписи населения 2000 года в округе проживает 105 823 жителя в составе 42 667 домашних хозяйств и 30 634 семьи. Плотность населения составляет 73,00 человека на км2. На территории округа насчитывается 47 059 жилых строений, при плотности застройки около 33,00-х строений на км2. Расовый состав населения: белые — 94,73 %, афроамериканцы — 2,91 %, коренные американцы (индейцы) — 0,29 %, азиаты — 0,72 %, гавайцы — 0,03 %, представители других рас — 0,34 %, представители двух или более рас — 0,99 %. Испаноязычные составляли 1,06 % населения независимо от расы.
В составе 30,50 % из общего числа домашних хозяйств проживают дети в возрасте до 18 лет, 58,40 % домашних хозяйств представляют собой супружеские пары, проживающие вместе, 10,00 % домашних хозяйств представляют собой одиноких женщин без супруга, 28,20 % домашних хозяйств не имеют отношения к семьям, 24,40 % домашних хозяйств состоят из одного человека, 9,50 % домашних хозяйств состоят из престарелых (65 лет и старше), проживающих в одиночестве. Средний размер домашнего хозяйства составляет 2,43 человека, и средний размер семьи 2,88 человека.
Возрастной состав округа: 22,80 % — моложе 18 лет, 8,30 % —— от 18 до 24, 29,40 % — от 25 до 44, 25,40 % — от 45 до 64, и 25,40 % — от 65 и старше. Средний возраст жителя округа — 38 лет. На каждые 100 женщин приходится 93,80 мужчин. На каждые 100 женщин старше 18 лет приходится 90,80 мужчин.
Средний доход на домохозяйство в округе составлял 37 862 USD, на семью — 45 038 USD. Среднестатистический заработок мужчины был 31 877 USD против 23 007 USD для женщины. Доход на душу населения составлял 19 416 USD. Около 7,30 % семей и 9,70 % общего населения находились ниже черты бедности, в том числе — 12,30 % молодежи (тех, кому ещё не исполнилось 18 лет) и 9,10 % тех, кому было уже больше 65 лет.